# Morethia boulengeri
Espèce
Synonymes
- Ablepharus boulengeri Ogilby, 1890

Statut de conservation UICN

 LC  : Préoccupation mineure
Morethia boulengeri est une espèce de sauriens de la famille des Scincidae.

## Répartition

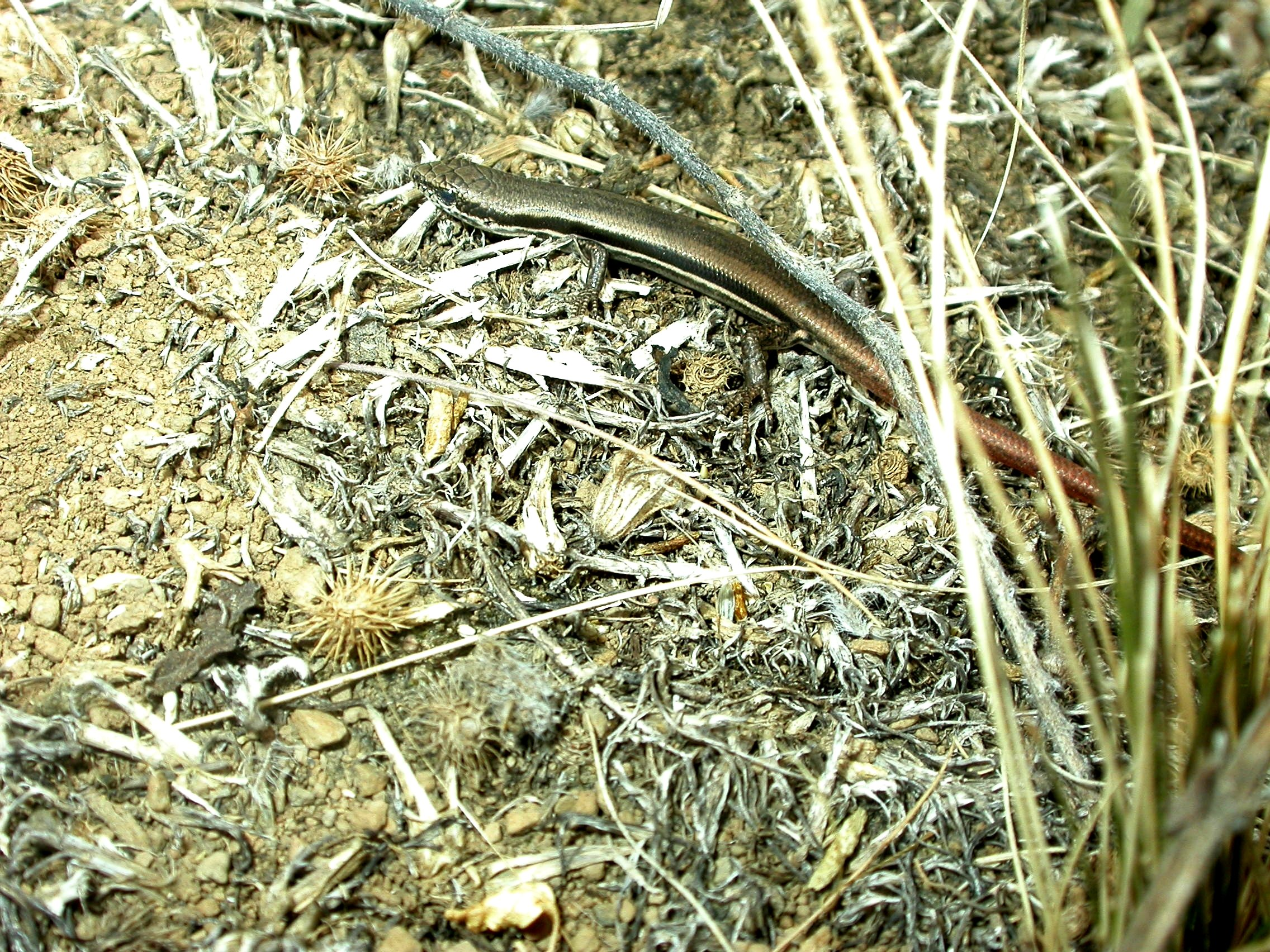
Morethia boulengeri

Cette espèce est endémique d'Australie. Elle se rencontre en Australie-Occidentale, dans le Territoire du Nord, au Queensland, en Nouvelle-Galles du Sud, en Australie-Méridionale et au Victoria.

## Étymologie
Cette espèce est nommée en l'honneur de George Albert Boulenger.

## Publication originale
- Ogilby, 1890 : Redescription of an Ablepharus from Australia. Records of the Australian Museum, vol. 1, p. 10-11 (texte intégral).